# Крестьянская реформа 1848 года

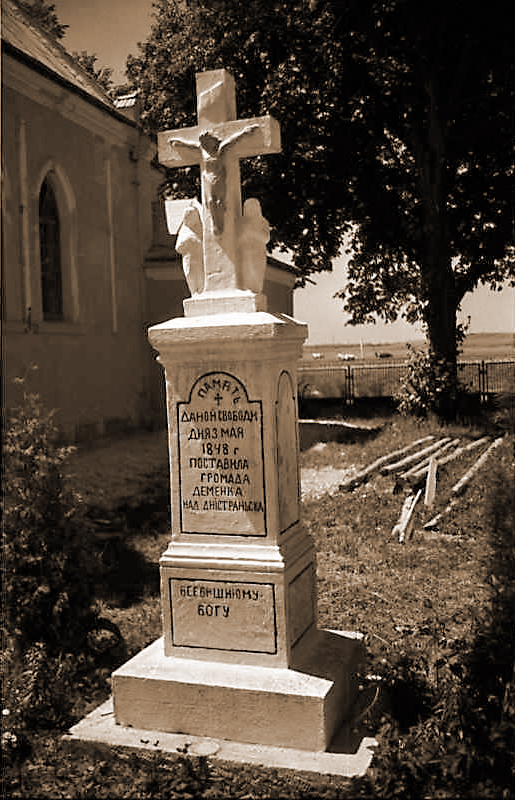
Крест Свободы в честь отмены барщины в Галичине в 1848 году

Крестьянская реформа 1848 года в Австрии (в частности, в Галичине, на Буковине и Закарпатье) — отмена крепостного права, проведенное австрийским правительством во время революции 1848 года с целью приспособления экономики к потребностям капиталистического развития. Осуществлена под давлением революционных событий, охвативших также Галичину, Буковину и Закарпатье, и массовых крестьянских движений, в частности Галицкого крестьянского восстания 1846 года.
Согласно закону императора Австрии Фердинанда I от 17 апреля 1848 года, в Галичине крестьянские повинности отменялись с 15 мая 1848 года Отдельным декретом от 1 июля 1848 года. Действие закона правительства распространило и на Буковину с 9 августа 1848 года.
Летом 1848 года вопрос об условиях освобождения крестьян обсуждался в австрийском парламенте. Депутаты от крестьян Галиции и Буковины Иван Капущак, Лукьян Кобылица вместе с другими депутатами левого крыла решительно выступили против выплаты выкупа помещикам. Но большинством голосов парламент постановил отменить повинности крестьян только за выкуп (индемнизация). На основании этого постановления 7 сентября 1848 года был издан закон об освобождении крестьян от личной зависимости от бывших владельцев на территории всей Австрии, о предоставлении им прав граждан государства и права собственности на ту землю, которой за барщину они пользовались на правах наследования. Закон предусматривал полную компенсацию крестьянами в пользу помещиков 20-кратной стоимости всех годовых крепостных повинностей. Помещики получали за крестьян большой выкуп: в Восточной Галиции — 58900000 гульденов, а на Буковине — 5500000 гульденов. Главное бремя выкупа несло крестьянство. По закону от 7 сентября 1848 года в собственность крестьянства Восточной Галиции и Буковины перешло меньше половины земельных угодий края.
Большинство крестьян оставалась малоземельными и экономически несостоятельными, значительная часть их (халупники и кладовщики) была «освобождена» совсем без земли и они сразу попали в экономическую зависимость от землевладельцев. В собственность помещиков перешли почти все леса и пастбища, за пользование которыми крестьяне вынуждены были отрабатывать или платить (сервитуты). С целью практического осуществления реформы правительство издало дополнительные законодательные акты: 4 марта 1849 года для всех стран австрийской империи, 15 августа 1849 года и 4 октября 1850 только для Галичины, 23 октября и 12 ноября 1853 года — для Буковины.
В Закарпатье, как и по всей Венгрии, крепостническая зависимость крестьян отменена законом, его принял венгерский сейм 18 марта 1848 года и подтвердил в 1853 году австрийский император Франц Иосиф I, на таких же кабальных для крестьян условиях, как и в Восточной Галиции и на Буковине. Землевладельцы получили выкуп в размере 20-кратной стоимости годовых повинностей крестьян. Большинство закарпатского крестьянства было освобождено с недостаточной обеспеченностью землей, значительная часть — совсем без земли. Грабительский характер реформы вызвал дальнейший рост обнищания крестьянства, волну крестьянских волнений в Восточной Галиции и Закарпатье и Буковинское крестьянское восстание 1848—1849 годов.